# マーク・ライト (1963年生のサッカー選手)
マーク・ライト（Mark Wright, 1963年8月1日 - ）は、イングランド・ドルチェスター・オン・テムズ生まれの元イングランド代表サッカー選手。現役時代のポジションはDF。1991年、怪我で引退したアラン・ハンセンに代わる選手として、当時DFの選手としては最高額でリヴァプールFCへ移籍した。
1986年のFAカップ準決勝のリヴァプールFC戦で負傷したことで、1986 FIFAワールドカップへの出場を逃した。1990 FIFAワールドカップではグループリーグ第2戦のオランダ戦で先発出場すると以降全ての試合で先発出場、第3戦のエジプト戦では代表で唯一のゴールとなった決勝ゴールを決めるなど、イングランドの3位に貢献した。UEFA欧州選手権1992出場以降は長らく代表を遠ざかっていたが、リヴァプールでの好調を受け、約3年半振りに代表に複帰して3試合目、UEFA EURO '96直前に行われたハンガリー戦で負傷し、UEFA EURO '96には出場出来なかった。イングランド代表監督を務めたボビー・ロブソンにとっては最も重要な選手の一人であった。

## タイトル
リヴァプールFC
- FAカップ  : 1991-92
- フットボールリーグ : 1994-95